# Wojtkiewicze (przystanek kolejowy)
Wojtkiewicze (biał. Войткавічы; ros. Войтковичи) – przystanek kolejowy w pobliżu miejscowości Wojtkiewicze, w rejonie wołkowyskim, w obwodzie grodzieńskim, na Białorusi. Położony jest na linii Baranowicze - Wołkowysk.